# Хартенбос
Хартенбос (африк. Hartenbos) — город в районном муниципалитете Гарден-Рут Западно-Капской провинции ЮАР. Входит в состав местного муниципалитета Мосселбаай.

## Население
По данным переписи 2011 года, численность населения города составляла 4 196 человек. При площади города 24,2 кв. км, плотность населения — 173,39 чел. на кв. км. Количество домохозяйств — 1 450, плотность домохозяйств — 59,92 на кв. км. Половой состав: женщины — 53%, мужчины — 47%. Группы населения: белые южноафриканцы — 71%, цветные Южной Африки — 18%, народы банту Южной Африки — 10%. Родные языки: африкаанс — 93%, английский — 4%.